# Lady Hamilton (film 1941)
Lady Hamilton (oryg. That Hamilton Woman) – brytyjski film melodramatyczny z 1941 roku. Film opowiada historię romansu brytyjskiego admirała Nelsona z piękną mężatką Emmą Hamilton.

## Fabuła
W Calais pewna stara kobieta zostaje aresztowana za próbę kradzieży wina. Okazuje się, że nazywa się Emma Hamilton. W więzieniu opowiada współtowarzyszce historię swojego życia.

## Obsada
- Vivien Leigh jako Lady Emma Hamilton
- Laurence Olivier jako admirał Horatio Nelson
- Alan Mowbray jako sir William Hamilton
- Sara Allgood jako George Conway
- Gladys Cooper jako Lady Nelson
- Henry Wilcoxon jako kapitan Thomas Masterman Hardy
- Halliwell Hobbes jako Pater Nelson
- Gilbert Emery jako Lord Spencer
- Miles Mander jako Lord Keitz
- Luis Alberni jako król Neapolu, Ferdynand I Sycylijski
- Norma Drury jako królowa Neapolu, Maria Karolina Austriacka

Źródło:

## Nagrody
- 1942: Oscar za najlepszy dźwięk – Jack Whitney

nominacje:
- 1942: nominacja do Oscara za najlepszą scenografię – filmy czarno-białe Julia Heron, Vincent Korda
- 1942: nominacja do Oscara za najlepsze efekty specjalne Lawrence W. Butler, William A. Wilmarth
- 1942: nominacja do Oscara za najlepsze zdjęcia – filmy czarno-białe Rudolph Maté

Źródło: